# Rhynchospora duckei
Rhynchospora duckei är en halvgräsart som beskrevs av Gross. Rhynchospora duckei ingår i släktet småag, och familjen halvgräs. Inga underarter finns listade i Catalogue of Life.